# Cúpula de Arina
La Cúpula de Arina (Qubbat Arīn, بَّات ) era un punto fijo al que, entre los árabes, se refería el cálculo de las longitudes y que era para ellos lo que las Islas Afortunadas para los griegos, el Meridiano de Madrid para España, etc. al-Marrākushī (Sédillot 1834 : 312-13) la denomina el punto medio del mundo conocido.
Después de las conquistas árabes de Asia y África, estos hicieron determinaciones sobre la magnitud de la tierra. Un grado de latitud correspondía en el desierto de Sandgiar entre Racca y Palmira. Por otro lado, el meridiano árabe pasaba por las islas Afortunadas que constituía el límite de la tierra por el Oeste. Este sistema se mantuvo desde el siglo IX pero con desafíos en la facilidad de sus medidas. Para corregir estas dificultades, por el Este los astrónomos árabes usaban la cúpula de Arina. El nombre proviene de un país mitológico en el Asia Oriental, también conocido como país de Lanka.